# Łukasz Maszczyk
Łukasz Maszczyk (ur. 15 grudnia 1984 w Myszkowie) – polski bokser zawodowy walczący w wadze junior lekkiej (do 58,9 kg). W karierze amatorskiej stoczył 255 walk (223-32-0). W dotychczasowej karierze zawodowej stoczył 5 walk (4-0-1, 3 KO).

## Kariera amatorska
Boks trenuje od 1996 r., pierwsze sportowe kroki stawiał w MOSiR Myszków pod okiem legendarnego pięściarza, jedynego polskiego złotego medalisty Mistrzostw Świata Henryka Średnickiego. Z tym klubem dwukrotnie wywalczył Mistrzostwo Polski juniorów (2001-2002). 
Podczas kariery amatorskiej zaliczył jeszcze występy w klubach IMEX Jastrzębie (trener Fiodor Łapin), Gwardia Warszawa (trener Paweł Skrzecz), Hetman Białystok oraz południowokoreańskim Pohang Poseidons (rozgrywki ligi WSB w sezonie 2010/11).
Uczestnik Igrzysk Olimpijskich w Pekinie (2008), gdzie przegrał w ćwierćfinale z Irlandczykiem Paddym Barnesem 5:11.

Reprezentując Polskę zdobył brązowy medal Pucharu Świata (Moskwa 2008) oraz 5 medali Mistrzostw Unii Europejskiej (złoto w 2006, srebro w 2004 i 2009 oraz brąz w 2005 i 2008). 8-krotny Mistrz Polski seniorów (2004, 2005, 2006, 2007, 2008, 2009, 2010 i 2012),
3-krotny zdobywca Pucharu Polski (2005-2008), a także 3-krotny triumfator prestiżowego Turnieju im. Feliksa Stamma (2006-2008).

## Kariera zawodowa
W 2012 podpisał kontrakt zawodowy z grupą DEM'a Akademia Walki i przybrał pseudonim "Angel", co przerodziło się w powstanie Maszczyk Angel Boxing Team. Trenerem Łukasza został Sebastian Skrzecz, a promotorem reprezentujący DEM`a Promotion Polska Sp. z o.o. Tomasz Milewski.
W swoim debiucie w sierpniu 2012 podczas gali Seaside Boxing Night 4 w Międzyzdrojach, już w pierwszej rundzie znokautował Piotra Filipowskiego (0-1-0). Debiut pięściarza został pozytywnie odebrany przez środowisko bokserskie.
We wrześniu 2012 podczas gali Babilon Promotion w Nowym Dworze Mazowieckim Łukasz odniósł drugie zwycięstwo (znów w pierwszej rundzie). Jego przeciwnikiem był Białorusin Artsem Abmiotka (6-3-1, 6 KO).
W trzeciej zawodowej walce w grudniu 2012 podczas gali Wojak Boxing Night w katowickim Spodku pokonał przez techniczny nokaut w drugiej rundzie Oszkara Fiko (3-1, 2 KO). Rumun lądował na deskach dwukrotnie przed przerwaniem pojedynku.
W marcu 2013 podczas gali Wojak Boxing Night w Częstochowie stoczył pierwszy zawodowy pojedynek 6-rundowy, jego przeciwnikiem był Węgier Andras Varga (8-4-2, 1 KO). Czwarta walka "Angela" po raz pierwszy w jego karierze zakończyła się w regulaminowym czasie. Polak jednogłośnie i zdecydowanie wygrał na punkty.
W sierpniu 2013, równo rok po zawodowym debiucie, podczas gali Seaside Boxing Show V w Międzyzdrojach, zanotował pierwszą porażkę. Jego rywalem był Krzysztof "Skorpion" Cieślak, który pokonał "Angela" na dystansie regulaminowych ośmiu rund na punkty. Werdykt sędziów był jednogłośny.

## Pozasportowa działalność
W 2013 został jedną z twarzy kampanii społecznej "Pięściarze bokserom i nie tylko". Ma ona na celu uświadomienie problemów niehumanitarnego traktowania psów w Polsce. Do wzięcia w niej udziału zaproszeni zostali wybitni polscy pięściarze wielu pokoleń m.in. Iwona Guzowska, Paweł Skrzecz, Dariusz Michalczewski, Przemysław Saleta. Cały dochód przeznaczony zostanie na zakup karmy dla wybranych rodzimych schronisk. 

## Lista walk zawodowych
| Statystyka stoczonych walk zawodowych |
| --- |
| Zwycięstw: 4 (KO – nokautów: 3, walk zakończonych na punkty: 1) Przegranych: 1 (KO – nokautów: 0, walk zakończonych na punkty: 1) Remisów: 0 |

| Wynik      | Rekord | Przeciwnik                 | Rozstrzygnięcie | Runda      | Data             | Miejsce                            | Uwagi           |
| ---------- | ------ | -------------------------- | --------------- | ---------- | ---------------- | ---------------------------------- | --------------- |
| Porażka    | 4-1    | Krzysztof Cieślak (19-5-0) | UD              | 8          | 18 sierpnia 2013 | Amfiteatr, Międzyzdroje            |                 |
| Zwycięstwo | 4-0    | Andras Varga (8-3-2)       | UD              | 6          | 23 marca 2013    | Hala Sportowa, Częstochowa         |                 |
| Zwycięstwo | 3-0    | Oszkar Fiko 3-0-0          | TKO             | 2 (4) 1:25 | 8 grudnia 2012   | Spodek, Katowice,                  |                 |
| Zwycięstwo | 2-0    | Artsem Abmiotka (6-2-1)    | TKO             | 1 (4) 1:58 | 30 września 2012 | Hala MOSiR-U, Nowy Dwór Mazowiecki |                 |
| Zwycięstwo | 1-0    | Piotr Filipkowski (0-1-0)  | TKO             | 1 (4) 2:25 | 18 sierpnia 2012 | Amfiteatr, Międzyzdroje            | debiut zawodowy |

TKO – techniczny nokaut, KO – nokaut, UD – jednogłośna decyzja, SD- niejednogłośna decyzja, MD – decyzja większości, PTS – walka zakończona na punkty, DQ – dyskwalifikacja